# Ceca idealno naša (knjiga)
Ceca idealno naša je knjiga avtorja Nebojša Vukovića, ki opisuje življenje srbske glasbenice Svetlane Ražnatović - Cece. 
Prva izdaja knjige je objavljena 17. junija leta 2006 na dan pevkinega koncerta na Ustju. Naklada prve izdaje knjige je štela 1.000 izvodov. 
Septembra istega leta je izšla druga (dopolnjena) različica knjige, v kateri so podrobno opisani dogodki s koncerta na Ustju. Naklada druge izdaje knjige je prav tako štela 1.000 izvodov. Druga izdaja knjige ima 154 strani. 
Ceca idealno naša je tretja knjiga o življenju srbske pevke. 

## Vsebina
Knjiga je napisana v slogu življenjepisa. Avtor se skozi zgodbo osredotoča na pomembnejše dogodke v življenju Svetlane Ražnatović - Cece, med drugimi na njeno otroštvo, šolske uspehe in začetke glasbene kariere. Knjigo lahko uvrstimo v žanr fotoknjig, saj vsebuje več kot 50 barvnih fotografij, večinoma iz pevkinih osebnih albumov. 
V prvem poglavju knjige je intervju, ki ga je avtor knjige naredil s Ceco, leta 2001. Razgovor je tekel o ljubezni, nogometu in glasbi. 
Zadnje poglavje knjige vsebuje besedila najbolj znanih pevkinih uspešnic, kot so Lepi grome moj, Žuto pile in Kukavica.

## Ostale informacije
- Urednik knjige: Aleksandra Bucalović

- Likovna in tehnična priprava: Miloš Milekić

- Print knjige: Mirlješ

- Print knjige: Barvni in črnobeli

- Za izdajatelja: Zlatomir Krstić

- Edicija: Zvezdano nebo

## Povezave
Knjiga Ceca idealno naša na spletni strani Yu4you. 